# Nużel
Nużel (ukr. Нужель) – wieś na Ukrainie, w obwodzie wołyńskim, w rejonie kowelskim. W 2001 roku liczyła 272 mieszkańców.